# Soluňský masakr

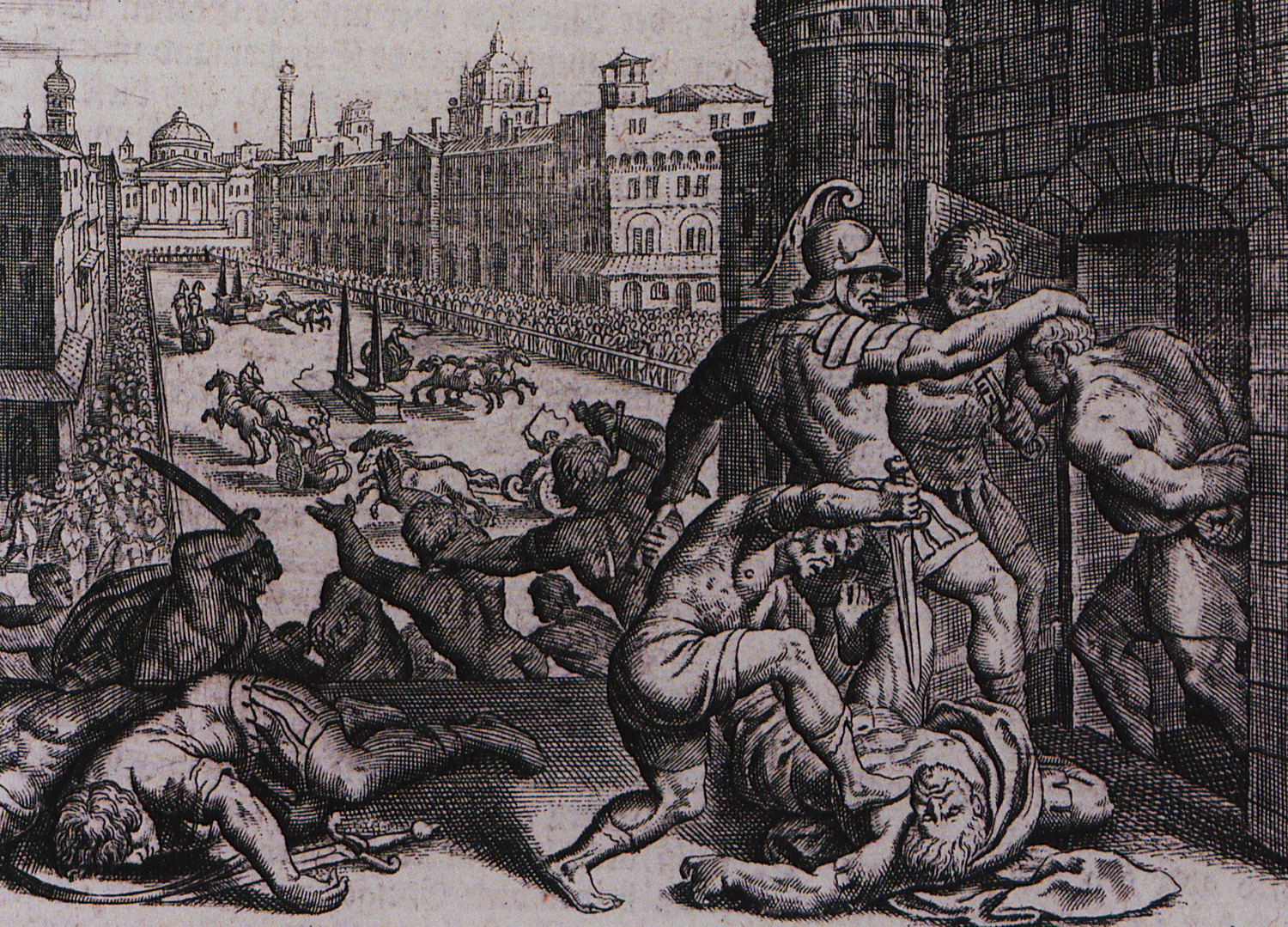
Masakr v soluňském hipodromu v roce 390, dřevoryt ze 16. století

Soluňský masakr bylo hromadné vraždění místních občanů římskými jednotkami v hlavním městě římské provincie Makedonie Soluni, o kterém se předpokládá, že k němu došlo kolem roku 390. Podle historika Sozomena byl v červnu téhož roku Butherich, magister militum sídlící v Soluni, lynčován v cirku rozzuřeným davem během vzpoury poté, co byl diváky oblíbený vozataj zatčen za homosexualitu, a Butherich odmítl požadavek lidu, aby ho propustil (ačkoliv toto tvrzení lze nalézt pouze v jediném zdroji). V reakci na to císař Theodosius pověřil své gótské vojáky, aby potrestali obyvatele města, což vedlo k povraždění velkého počtu občanů shromážděných v městském hipodromu.
Moderní historikové byli postaveni před problém určit podrobnosti o masakru a jeho následcích, protože o této události neexistují žádné současné zprávy. Nejranější záznamy toho, co se stalo, poskytují až práce církevních historiků z pátého století. Mnoho podrobností těchto záznamů si navzájem odporuje a některé mají pochybnou spolehlivost. Pohanští historikové pozdního starověku se o masakru nezmiňují vůbec. Současní historikové tvrdí, že většina dochovaných záznamů zobrazuje události tak, že se spíše zaměřuje na morální pohled než na historické a politické detaily. To jim ztěžuje odlišit skutečnosti od legend. Většina z nich nicméně přijímá alespoň základní popis masakru, i když nadále diskutuje o tom, kdy k němu došlo, kdo za něj byl zodpovědný, co ho motivovalo a jaký to mělo dopad na následující události.
Většina historiků  souhlasí s tím, že císař Theodosius sehrál v nařízení nebo povolení masakru alespoň nějakou roli, i když jiní tvrdí, že se jeho vojáci prostě jen vymkli kontrole. Historicky vzal Theodosius odpovědnost na sebe, a to poté, co se ve věci začal angažovat milánský biskup Ambrož. Když k těmto událostem došlo, nebyl Ambrož u císařského dvora přítomen, a ačkoli patřil do širšího okruhu Theodosiových poradců, nebyl členem jeho consistoria (Theodosiovy nejbližší rady). Ambrož získával většinu svých informací z Theodosiova dvora prostřednictvím svého zpravodaje, a poté, co se dozvěděl o událostech v Soluni, napsal Theodosiovi dopis, v němž uvedl, že císař musí kvůli vině za způsobený masakr učinit pokání, a dále dodal pohrůžku, že mu nebude povolena účast na mši, dokud tak neučiní. Theodosius se rozhodl na Ambrožův požadavek přistoupit.

## Historické okolnosti
Theodosius, nazývaný později Veliký, se stal císařem v lednu 379. Mark Hebblewhite, historik starověku na Macquarie University, uvedl, že krátce předtím – na začátku srpna 378 – padl v bitvě u Adrianopole císař Valens i s velkou částí své armády, a tím zanechal východní oblasti říše vystaveny hrozbě nájezdů barbarů. Theodosiovi bylo 32 let, když s mnohaletými zkušenostmi s vojenským velením nastoupil na trůn, ale situace v říši mu nebyla přiliš nakloněna. Boniface Ramsey napsal, že římská společnost se čím dál tím více ruralizovala, protože velké časy prosperity měst byly již minulostí, střední třída byla stále více utlačovaná a situace chudých vrstev zoufalá. Vpády germánských kmenů na římské území narušovaly všude stabilitu římské společnosti. Hebblewhite zdůraznil, že Theodosius byl latinsky mluvící občan ze západu říše a křesťan striktně nikajského vyznání, který se stal i vládcem nábožensky smíšeného, řecky mluvícího Východu; přesto dokázal zanechat nesmazatelnou stopu v historii. Byl to muž, ze kterého vyzařovala síla, napsal Hebblewhite, který díky své osobní touze po znovusjednocení říše a odhodlání vnést jednotu i do názorově rozštěpené církve, proměnil celou společnost.
Ambrož byl jmenován biskupem v Miláně v roce 374 poté, co zemřel milánský biskup Auxentius; o rok později se stal císařem tehdy šestnáctiletý Gratianus. Milánský jáhen Paulinus v Ambrožově živopisu  Vita Sancti Ambrosii zaznamenal, že předtím, než se Ambrož stal biskupem, byl zvoleným vládním úředníkem a správcem provincie Aemilia-Liguria v severní Itálii. Konflikty v milánské diecézi mezi nikajskými křesťany a ariány a pravděpodobnost vzniku nepokojů při volbě příštího biskupa vedly Ambrože, aby se se svými oddíly dostavil na místo konání voleb a promluvil k lidu. Jeho projev byl přerušen voláním: „Ambrože za biskupa!“, které začalo postupně opakovat celé shromáždění. Nejprve odmítl a utekl se skrýt do kolegova domu v přesvědčení, že se na tuto pozici nehodí, protože ještě nebyl pokřtěn. Císař Gratianus mu však napsal dopis, ve kterém schvaloval praxi Říma jmenovat jednotlivce, kteří prokázali, že jsou toho hodni, a Ambrož to uznal. Během týdne byl Ambrož pokřtěn a řádně vysvěcen na milánského biskupa. Neil B. McLynn, badatel klasického starověku v Oxfordu, napsal, že „v příštích čtyřech letech se Ambrož stane... postavou celoříšského významu“.
Jako biskup přijal Ambrož asketický styl života, daroval své peníze chudým, svou půdu církvi a ponechal si jen to, co považoval za nutné k zajištění péče o svou sestru Marcellinu. Ramsey charakterizoval Ambrože jako spirituálně založeného člověka, jehož veřejné aktivity byly vedeny duchovními motivy, ale byl také přímočarý, praktický a odvážný, ztělesňující sebevědomí doby, ve které žil. Ramsey ho také popsal jako toho, který přijímal různé zvyky, přizpůsoboval se jakýmkoli zvyklostem, ať už byl kdekoliv, a jako velmi obratného politika.
V době soluňské událasti byl Ambrož biskupem již 16 let a během svého episkopátu zažil smrt tří císařů panujících před Theodosiem. Pokaždé to vyvolalo závažné politické nepokoje, přesto si Ambrož udržel své postavení pomocí toho, co McLynn nazval jeho „významnými vlastnostmi a značným štěstím“. Theodosius vládl jako císař 11 let, dočasně urovnal válku s Góty, zvítězil ve dvou občanských válkách, a poté již projevoval umírněnost.

## Popis události
John Curran nastínil možný popis událostí ve své knize The Cambridge Ancient History: 
V roce 390 byl Butherich, velitel posádky v prefektuře Illyricum, jejíž součástí byla i Soluň, lynčován davem občanů po sporu o zadržení vozataje. Theodosius rozhodl, že je zcela nutné demonstrovat svůj hněv a v dubnu 390, kdy se soluňští občané shromáždili v městském cirku, bylo císařskému vojsku ponecháno volné pole působnosti. Krveprolití bylo děsivé; během tří hodin bylo zmasakrováno 7 000 mužů, žen i dětí. Milánský biskup Anbrož se v hrůze stáhl z císařského dvora. Odsoudil Theodosiovu hanebnost a zakázal mu poskytovat svaté přijímání, dokud neučiní pokání. Císař požádal o rozhřešení a byl znovu přijat ke svatému přijímání až na Štědrý den roku 390, po osmiměsíčním pokání.

Historik Daniel Washburn napsal, že „několik klíčových aspektů této epizody zůstává nejasných“. Základní faktory shrnul takto: „... lidé v Soluni se vzbouřili a zabili nejméně jednoho úředníka státu. Na toto přestoupení zákona odpovědělo císařství trestem, který, ať už úmyslně nebo ne, vyústil v masakr. Příběh pokračoval, když biskup Ambrož z Milána ve slavném dopise pokáral císaře Theodosia a připomněl mu jeho odpovědnost za krveprolití. Ambrož navíc přislíbil, že mu odmítne svaté přijímání, dokud císař neprojeví náležitou lítost. Aféra skončila, když Theodosius biskupovy podmínky k pokání přijal“. Washburn dodal, že přesné datum masakru je neznámé a sporné, ale obecný konsensus jej umisťuje na jaro nebo léto roku 390 našeho letopočtu.
Washburnův popis je založen na důvěře, že Sozomenos podává nejúplnější popis původu vzpoury. Sozomenos napsal, že se oblíbený vozataj pokusil znásilnit číšníka (jiné zdroje uvádějí služebníka v hostinci nebo samotného Buthericha), a jako odpověď na to Butherich vozataje zatkl a uvěznil. Podle Sozomena požadovalo obyvatelstvo Soluně propuštění vozataje, a když Butherich odmítl, propukla všeobecná vzpoura, která stála Buthericha život. Sozomenos je pro takto podaný příběh příběh s vozatajem jediným zdrojem. Jiné prameny tyto nebo mnohé další podrobnosti, které se staly součástí legendy neuvádějí; nezmiňují se, jak silná byla posádka, nebo zda byla posádka složena z gótských spojenců, a tudíž nepokoje mohly být motivovány etnicky, nebo zda zmíněný „vojenský důstojník“ byl dokonce sám gótského původu. Jediným zdrojem informací, kdo byl tím důstojníkem, je opět Sozomenos, který hovoří o Butherichovi jen jako o veliteli vojska v Illyriku (latinsky magister militum per Illyricum). Filozof Stanislav Doležal působící na Jihočeské univerzitě uvedl, že jméno Butherich naznačuje, že mohl být docela dobře Gót, a že jeho etnická příslušnost „se mohla stát“ faktorem vedoucím k nepokojům, ale žádný z prvotních zdrojů to ve skutečnosti nezmiňuje.
Robert Frakes napsal, že vše, co vlastně lze bezpečně tvrdit, je: „došlo k nepokojům a někteří obyvatelé Soluně zabili důležitého vojenského důstojníka“.

## Výklad

### Zdroje
Mnoho jiných badatelů, jako historik C. W. R. Larson, se k příběhu stavěl skepticky. Pro dané období se dochoval jen skromný počet pohanských zdrojů, ale o soluňském masakru v nich není vůbec žádná zmínka. Největším problémem podle Stanleyho Lawrence Greensladea není nedostatek údajů, ale to, že se příběh soluňského masakru do umění a literatury přesunul téměř okamžitě v podobě legendy.

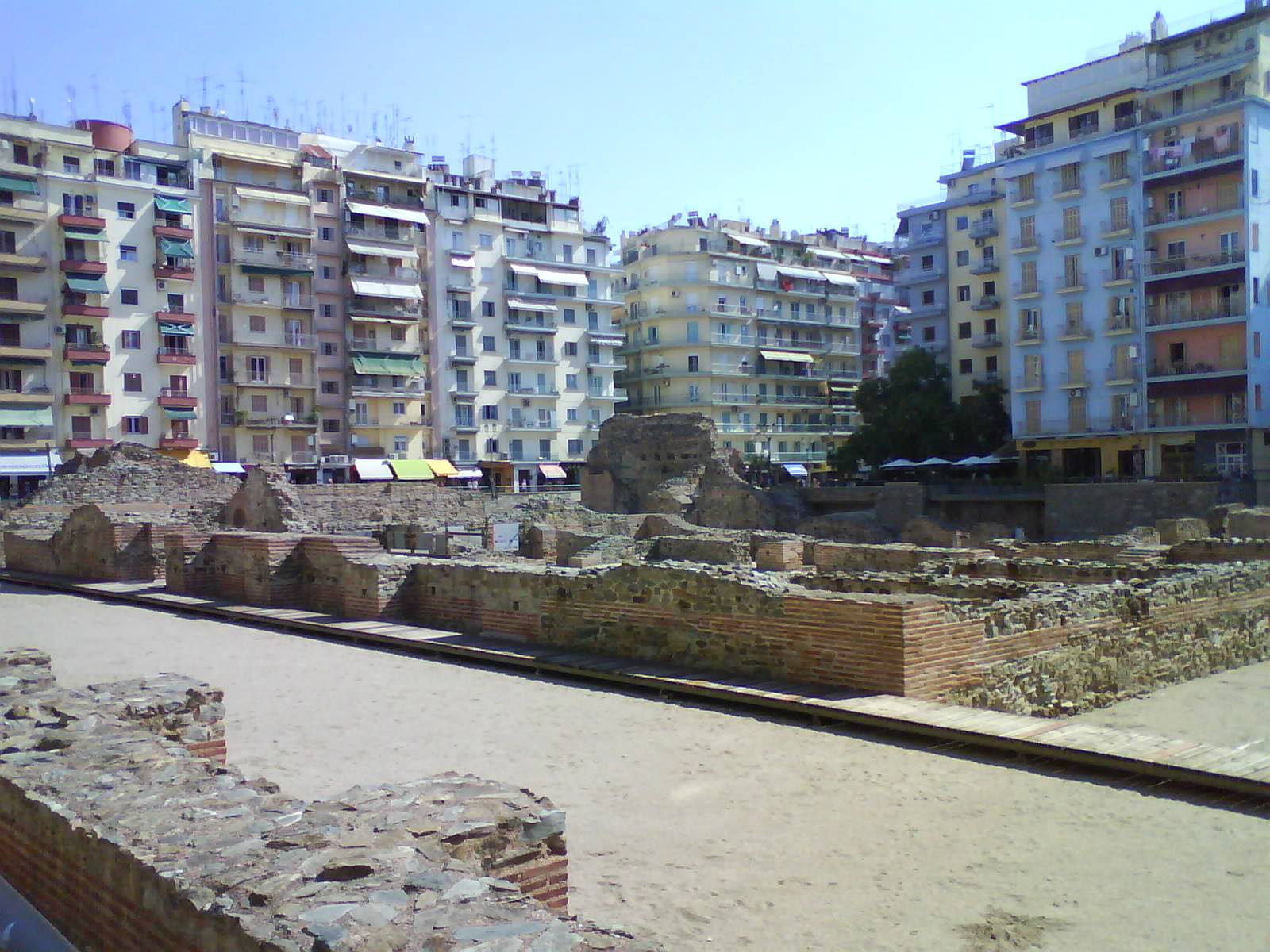
Zbytky paláce císaře Galeria poblíž hipodromu v Soluni, kde se masakr údajně odehrál.

Washburn tvrdil, že upřesnění, co se v Soluni skutečně stalo, historiky „podněcovalo“, a McLynn napsal, že je téměř nemožné události rekonstruovat. Stanislav Doležal byl toho názoru, že tyto problémy začínají už tím, že prameny nejsou současné; místo toho pocházejí od církevních dějepisců z pátého století Sozomena, Theodoreta, Sókrata Scholastika a Rufina. Sozomenos napsal svoji Historia ecclesiastica, která obsahuje podrobný popis událostí, a která je považována za nejspolehlivější, kolem roku 442. Podle Doležala zanechal Theodoretos nejdelší, ale také nejméně spolehlivý záznam. K událostem v Soluni sice došlo za Rufinova života, ale jeho Historia ecclesiastica (II.18) obsahuje pouze krátký a poněkud zmatený popis, zatímco Sokrates se o nich nezmiňuje vůbec.
Ambrožův osobní sekretář Paulinus sepsal v pátém století pod jménem Vita Ambrosii jeho životopis. Sedmá kapitola sice pojednává o masakru, ale výhradně z Ambrožova pohledu. Existují také dvě přímé Ambrožovy zprávy, ale ty neobsahují žádný popis masakru. Aurelius Augustinus se sice ve svém díle z pátého století O Boží obci zmiňuje o masakru,  ale jen stručně. Existuje také šest pozdějších historických děl, ty ale jako zdroje používaly spisy z pátého století a nepřidávaly nic, co by se dalo považovat za spolehlivé.
Všechny tyto záznamy jsou věrohodné, ale vznikly s účelem, kvůli kterému je Washburn zpochybňoval: byly sepsány, aby „vyvolaly uznání za církevní činnost a zbožnost v impériu“. McLynn vysvětlil, že tato politická událost se v tehdejší křesťanské historiografii rychle proměnila v morální ponaučení, kde  „dochované zdroje nám vždy předkládají příběh... v kontextu Theodosiova pokání“. Druhým problémem při pokusu o interpretaci historické spolehlivosti je, že tyto prameny neposkytují jednotný popis a v mnoha ohledech se vzájemně vylučují.

### Theodosiova role
Císař Theodosius se v Soluni nenacházel, když k masakru došlo, dvůr tehdy sídlil v Miláně. Také není jasné, zda masakr nařídil nebo jednoduše povolil, nebo zda se jednotky vymkly kontrole. Historik Glen Warren Bowersock se spolu s autory Stephenen Williamsem a Gerardem Friellem domníval, že Theodosius nařídil masakr ve výbuchu nekontrolovatelného hněvu. McLynn také svaluje veškerou vinu na císaře. I církevní historik Theodoretos vinil císařovu povahu a napsal:
 Císařův hněv vzrostl na nejvyšší míru a on ukojil svou touhu po pomstě tasením meče z pochvy nanejvýš nespravedlivě a tyransky proti všem, zabíjeje vinné i nevinné. Říká se, že sedm tisíc jich zahynulo bez jakékoliv opory v zákoně a aniž by nad nimi byl vynesen soudní rozsudek, ale že byli posekání podobně jako klasy pšenice v době žní.
Theodoretos, Historia ecclesiastica, 5.17
Hebblewhite napsal, že „Butherich zastával velmi vysokou vojenskou pozici... a jeho smrt představovala přímou hrozbu pro autoritu císaře“, ale zároveň se nedomníval, že by Theodosius ukvapeně nařídil masakr v hněvu. Místo toho argumentoval, že mezi Butherichovou smrtí a masakrem došlo k časové prodlevě, která trvala nejméně tři měsíce. Historik Noel Quinton King zastával názor, že císař mohl být zpočátku velmi rozzuřený, ale nerozhodoval by se, pokud by ho hněv nepřešel a neuvažoval by v klidu. Doležal také argumentoval nepravděpodobností, že by Theodosius nařídil masakr v záchvatu vzteku. Odvolával se se na Petera Browna, který poukazoval na zavedený proces rozhodování, který vyžadoval, aby císař než začne jednat „naslouchal svým ministrům“. Soluň byla důležitým městem obývaným převážně křesťany nikajského vyznání, z nichž většina by se v masakru ocitla zcela nevinně, a Theodosius a jeho poradci to věděli. Podle Doležala musel Theodosius naslouchat v Miláně doporučením svých poradců, ale jaké od nich rady dostal, není jasné:
Ambrož, Paulinus, Augustinus a Theodoretos (ale nikoliv Rufinus nebo Sozomenos) buď naznačují, nebo otevřeně prohlašují, že císař byl ve svém rozhodnutí svými úředníky nějakým způsobem oklamán nebo podveden. Ambrož dosti záhadně mluví o „klamu jiných“, který způsobil císařovu vinu (deflevit in ecclesia publice peccatum suum, quod ei aliorum fraudum obrepserat), zatímco Paulinus se zmiňuje jen o nějakých „tajných jednání důstojníků s císařem“, s čímž souhlasí Augustinus a dodává, že Theodosius byl „přinucen naléháním některých svých blízkých“ (tumultu quorundam, qui ei cohaerebant). Sozomenos o žádném takovém zapojení neví a církevní historik Rufinus rovněž neobviňoval žádné konkrétní osoby, ale místo toho jakéhosi „démona“ (subreptione quadam daemonis).

Jedním z možných alternativních vysvětlení událostí je, že vojáci ztratili nad situací kontrolu. Doležal napsal: „J. F. Matthews při práci s protichůdnými zdroji tvrdí, že císař se nejprve pokusil potrestat město výběrovými popravami... Peter Brown souhlasí: „To, co bylo pravděpodobně naplánováno jako výběrové zabíjení... se vymklo z ruky."“ Masakr se podle Doležala odehrál v hipodromu a nikoli po celém městě. Sozomenos napsal velmi konkrétně, že v reakci na nepokoje vojáci náhodně zatýkali v hipodromu, aby tam vykonali veřejné popravy, a občané se proti tomu postavili. „Vojáci, kteří si uvědomili, že jsou obklopeni rozzuřenými občany, možná zpanikařili a udělali to, k čemu byli vycvičeni: násilně vyklidili hipodrom za cenu několika tisíců životů místních obyvatel. Pokud má Paulinus pravdu, masakr trval jen něco málo přes hodinu, což je na takovou operaci poměrně hodně“.
McLynn tvrdil, že Theodosius „nebyl schopen zavést u vzdálených jednotek disciplínu a byl donucen všeobecně vyhlašovaným nimbem imperiální všemohoucnosti přijmout svou odpovědnost za masakr. Nejlepším způsobem, kterým mohl svůj obraz zachránit, bylo tvrzení o unáhleném rozkazu, který byl zrušen příliš pozdě.“ Doležal napsal, že ve svém dopise císaři „Ambrož výslovně hovoří o masakru, který „jste vy sám považoval za vážnou věc, když jste ho tak pozdě odvolával" (et quod ipse sero revocando grave factum putasti)“.
Zvláštností celé události je, že v žádném ze zdrojů neexistuje žádný záznam o vyšetřování nebo o jiném pokusu vypátrat viníky odpovědné za Butherichovu smrt. Přesto Theodosius pečlivě vytvářel o sobě veřejný obraz císaře s „láskou k lidstvu“. Tento rozpor vedl badatele jako Wolfe Liebeschuetze a Carole Hillovou k tomu, že tyto události nazývají „bezprecedentní“.

## Následky
Historikové jako Boniface Ramsey se domnívali, že k masakru došlo v době, kdy byl Ambrož vypovězen z Theodosiova dvora na základě toho, že sám Ambrož ve svém dopise napsal: „Já sám jsem byl na vašem dvoře zbaven přirozeného práva na vyslyšení, a tím jsem byl zbaven i práva hovořit“. Ramsey byl toho názoru, že se Theodosius rozlítil a vypověděl Ambrože od dvora, když se dozvěděl, že byl Ambrož informován o „důvěrných rozhodnutích císařského consistoria“. Sozomenos zmínil, že Ambrož odešel od dvora poté,  co se dozvěděl o masakru a tvrdil, že je nemocný. Ať už byl důvod jeho nepřítomnosti jakýkoli, zdroje se shodují, že když došlo k nepokojům v Soluni, nebyl Ambrož u dvora přítomen, aby mohl poskytnout radu, a ani nebyl přítomen bezprostředně po nich.

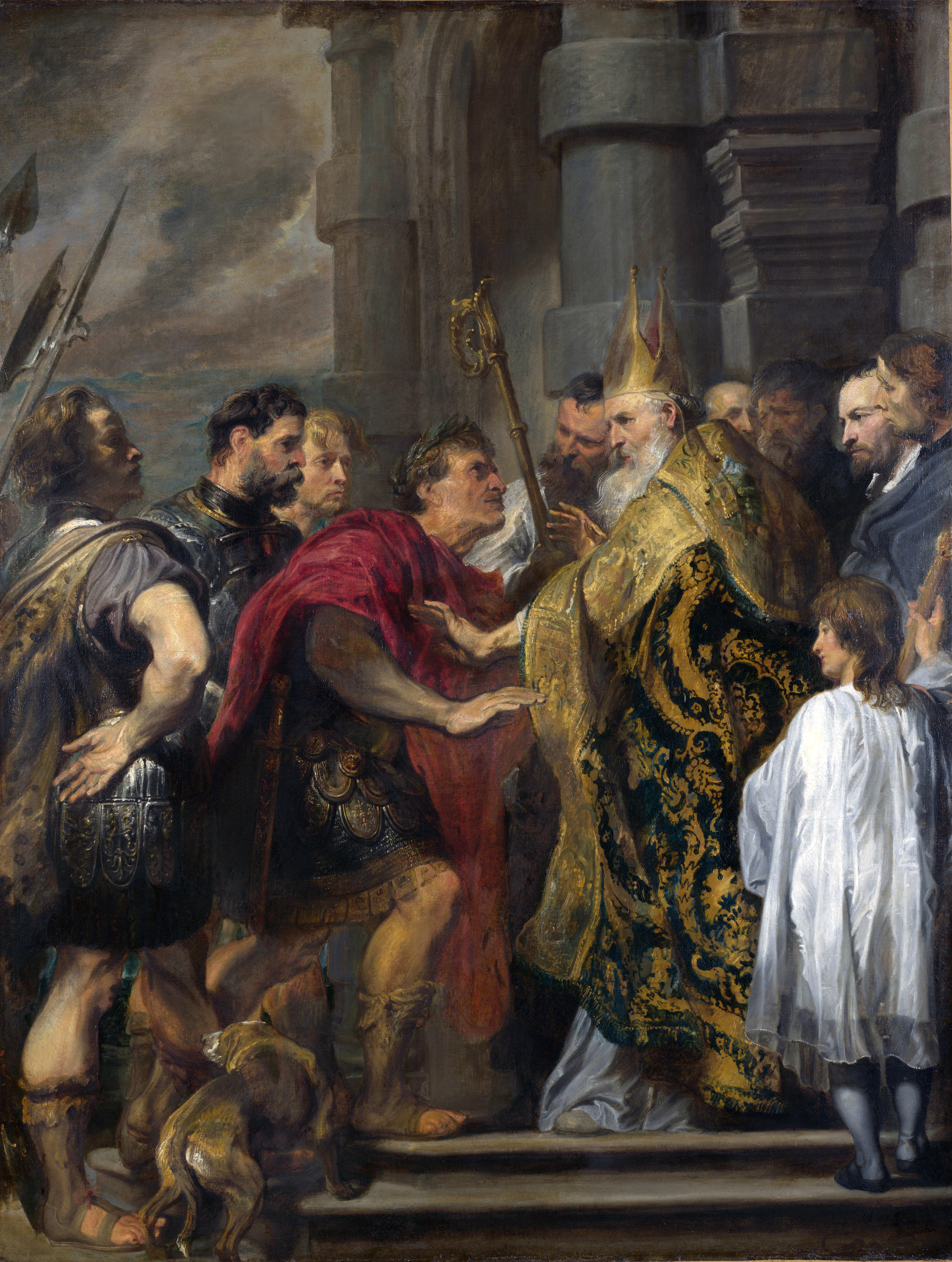
Malba Anthonise Van Dycka z roku 1619 zobrazuje Ambrože stojícího u dveří katedrály a znemožňujícího vstup Theodosovi.

V určitém okamžiku byl Ambrož o událostech informován. Odpověděl tím, že Theodosiovi napsal osobní dopis. Podle McLynna je tento dochovaný dopis na Ambrože neobvykle taktní a nabízí císaři i jiný způsob, jak si zachránit tvář a obnovit svůj obraz. Theodosiova péče o svůj obraz na veřejnosti i jeho osobní zbožnost jsou dobře doloženy. Ambrož naléhal na poloveřejné pokání podle příkladu Davida a Urijáše a vysvětloval císaři, že mu nemůže poskytnost svaté přijímání, dokud císař za masakr neučiní pokání. Wolf Liebeschuetz napsal: „Theodosius náležitě vyhověl a dostavil se do kostela bez císařského roucha až o Vánocích, kdy ho Ambrož otevřeně přijal ke svatému přijímání“.
Od časů Edwarda Gibbona a jeho díla Úpadek a pád římské říše bylo Ambrožovo jednání poté, co se dozvěděl o masakru, uváděno jako příklad dominance církve nad státem ke konci starověku. John Moorhead napsal, že tyto události jsou považovány za „charakterizující důležitá vítězství církve nad státem“. Alan Cameron poznamenal že Theodosiovy činy jsou často vysvětlovány tak, že se dostal pod dominantní vliv biskupa Ambrože, o čemž se „často mluví jako o zdokumentované skutečnosti“, a dodal, že „tento předpoklad je tak rozšířený, že by bylo zbytečné citovat autority. Ale neexistuje ani jeden důkaz, že by měl Ambrož na Theodosia takový vliv"“.
Brown poznamenal, že ve skutečnosti Ambrožovi jeho dopis úspěch nezaručoval. Již v minulosti mu byl odepřen přístup k císaři a jeho další žádosti zamítávány. Dále zdůraznil, že Ambrož byl jen jedním z mnoha císařových rádců a Cameron byl toho mínění, že neexistuje žádný důkaz, že by Theodosius upřednostňoval Ambrože před kýmkoli jiným. McLynn naopak zastával názor, že vztah mezi Theodosiem a Ambrožem se během generace následující po jejich smrti proměnil v mýtus, a poznamenal, že dokumenty, které přibližují vztah mezi Ambrožem a Theodosiem, hovoří spíše o jednání mezi institucemi, které tito dva muži zastupovali: římským státem a církví, než o údajném osobním přátelství.
Washburn uvedl, že obraz infulovaného hodnostáře, který stojí ve dveřích milánské katedrály a brání Theodosiovi ve vstupu, je výplodem Theodoretovy představivosti; o událostech z roku 390 psal pravděpodobně až někdy mezi léty 449 až 455 a „použil svou vlastní ideologii k vyplnění mezer v historických záznamech“. Peter Brown napsal, že u dveří kostela nedošlo k žádnému dramatickému setkání. McLynn zmínil, že „setkání u dveří kostela bylo dlouho známé jako zbožná fikce“. Ambrož naopak hájil postup vylučující veřejné ponížení, které pak Theodoretos popisoval, a právě tento postup si Theodosius zvolil.

### Sporné datum a diskutabilní zákon
Malcolm Errington poznamenal, že „je všeobecně přijímáno, že k incidentu došlo v roce 390“, ale žádný zdroj ve skutečnosti tento rok nezmiňuje. Jediný chronologický odkaz v jakémkoli zdroji se nachází u Theodoreta, který říká, že Theodosius slavil Vánoce v kostele osm měsíců poté, co od něj Ambrož požadoval pokání. V roce 388 dlel Theodosius v Itálii pouze v říjnu, listopadu a prosinci; až do července roku 391 se nacházel mimo Itálii, ale v Miláně se zdržoval v letech 389 i 390. Theodoretos i Sozomenos tvrdili, že konfrontace s Ambrožem se odehrála poté, co Theodosius dorazil do Milána, což, jak se zdá, ukazuje na rok 389. Ovšem Theodosius strávil v roce 389 téměř tři měsíce (od června do září) v Římě, takže se tím rok 390 stává pravděpodobnějším.
Theodosius vydal údajně v srpnu roku 390 zákon nařizující třicetidenní vyčkávací lhůtu mezi vynesenim rozsudku smrti a jeho vykonáním. Peter Brown napsal, že Theodosius tento zákon vyhlásil, protože chtěl „vzít Ambrožovi vítr z plachet“, když čelil Ambrožově požadavku na pokání. MacMullen zmínil, že zákon „reprezentoval vůli svého biskupa Ambrože“. Podle Doležala byl Ambrožem Theodosius k vydání zákona dotlačen, než mu bylo dovoleno „znovu se připojit ke křesťanské komunitě“.  To však v Ambrožově dopise není a nemožnost přijmout eucharistii by Theodosiovi nezabránila účastnit se bohoslužby. Doležal byl toho názoru, že „dotyčný zákon se zdá být Codex Theodosianus IX.40.13“ datovaný k 18. srpnu 382, který se dochoval až do dnešní doby; „soudí se, že datum je špatné a mělo by být opraveno na rok 390“.
Nepanuje ani shoda v tom, zda měl tento zákon něco společného s masakrem nebo ne. Errington se domníval, že Theodoisus zákon vydal už v roce 382 a masakru v Soluni se vůbec netýkal. Peter Brown napsal, že zákon byl vydán v roce 390, ale se soluňským masakrem také nesouvisel: „Zákon předpokládal uvěznění jen prominentních osob, nikoli nevinného obyvatelstva celého města“. Tony Honoré s opatrností podporoval rok 390: „Zákon je s masakrem spojen pouze volně“. John Frederick Mathews argumentoval pro 390 a pevně věřil v souvislost mezi těmito událostmi a zákonem.

### Primární zdroje
- Theodoretos, Historia ecclesiastica 5.17
- Sozomenos, Historia ecclesiastica 7.25.1–7
- Cassiodorus, Historia ecclesiastica 9.30
- Aurelius Ambrosius, Epistola 51
- Aurelius Ambrosius, De obitu Theodosii 34

### Pozdější zdroje
- Ioannes Malalas, Chronographia 13.43
- Theofanes Homologetes, Chronographia 1.72–73
- Cedrenus, Compendium historiarum 1.556–559
- Ioannes Zonaras, Epitome historiarum 13.18